# Комірка Вігнера — Зейтца

Схема побудови комірки Вігнера — Зейтца

Комірка Вігнера — Зейтца — певний об'єм у кристалічній ґратці, визначений таким чином, щоб його трансляцією можна було б відтворити увесь кристал, і який водночас характеризується всіма елементами симетрії кристалічної ґратки.
На відміну від примітивної комірки комірка Вігнера — Зейтца не має форми паралелепіпеда.

## Побудова комірки Вігнера— Зейтца
Спочатку вибирають вузол кристалічної ґратки й проводять прямі до кожного сусіднього вузла. Потім перпендикулярно до середини кожного із відрізків проводять площини. Перетин усіх таких площин визначить певний об'єм, який і буде коміркою Вігнера — Зейтца.